# Euphorbia petiolaris
Euphorbia petiolaris är en törelväxtart som beskrevs av John Sims. Euphorbia petiolaris ingår i släktet törlar, och familjen törelväxter. Inga underarter finns listade i Catalogue of Life.

## Bildgalleri

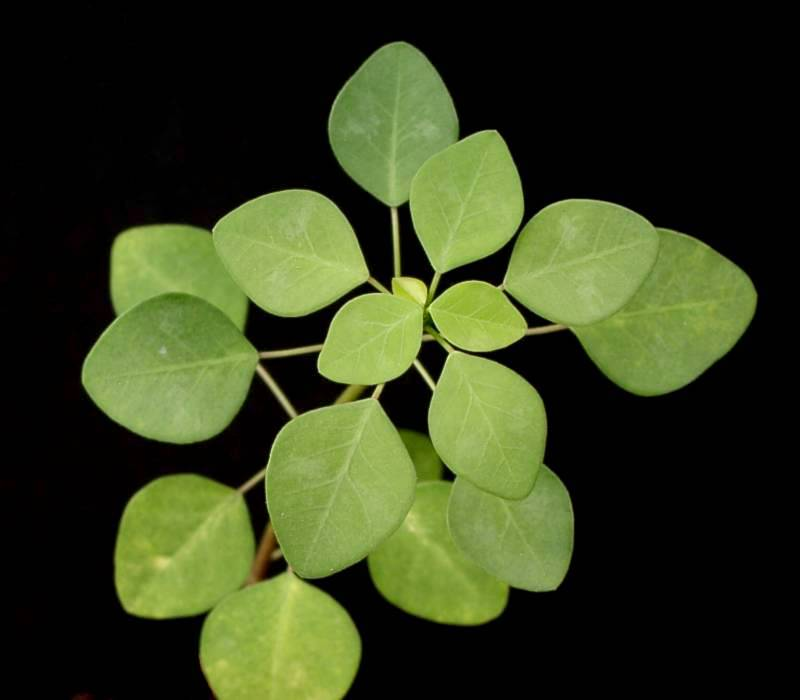
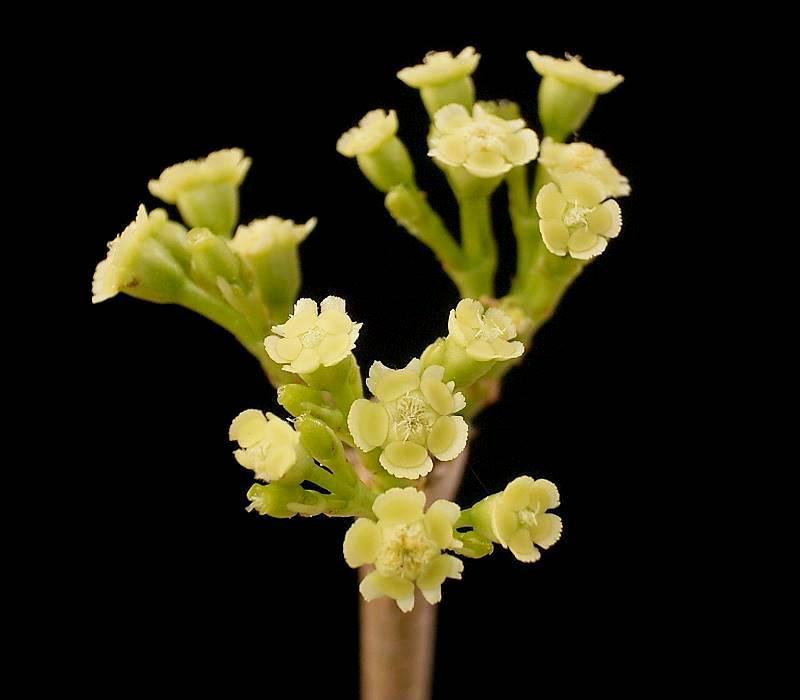